# Hieracium aquiliceps
Hieracium aquiliceps es una especie de planta con flor del género Hieracium, de la familia Asteraceae, orden Asterales.

## Distribución
Hieracium aquiliceps se distribuye por Suecia.

## Taxonomía
Fue descrita científicamente por Dahlst. Fue publicada en Kongl. Svenska Vetensk. Acad. Handl., n.f., 25(3): 160 (1893).